# 島津運久
島津 運久（しまづ ゆきひさ）は、戦国時代の武将。薩摩国島津氏の分家・相州家2代当主。

## 生涯
明応3年（1494年）、伊作氏の伊作善久が下男により殺害されると、その室の梅窓夫人を娶った。この際、梅窓夫人の提示した条件が善久の遺児・菊三郎（後の忠良）を相州家の跡継ぎとするというものであった。永正9年（1512年）、運久は約定通り当主の座を忠良に譲って隠居した。その後運久は宗家の領内平定戦にも参加している。
天文8年（1539年）に死去、享年72。